# Ōnamazu

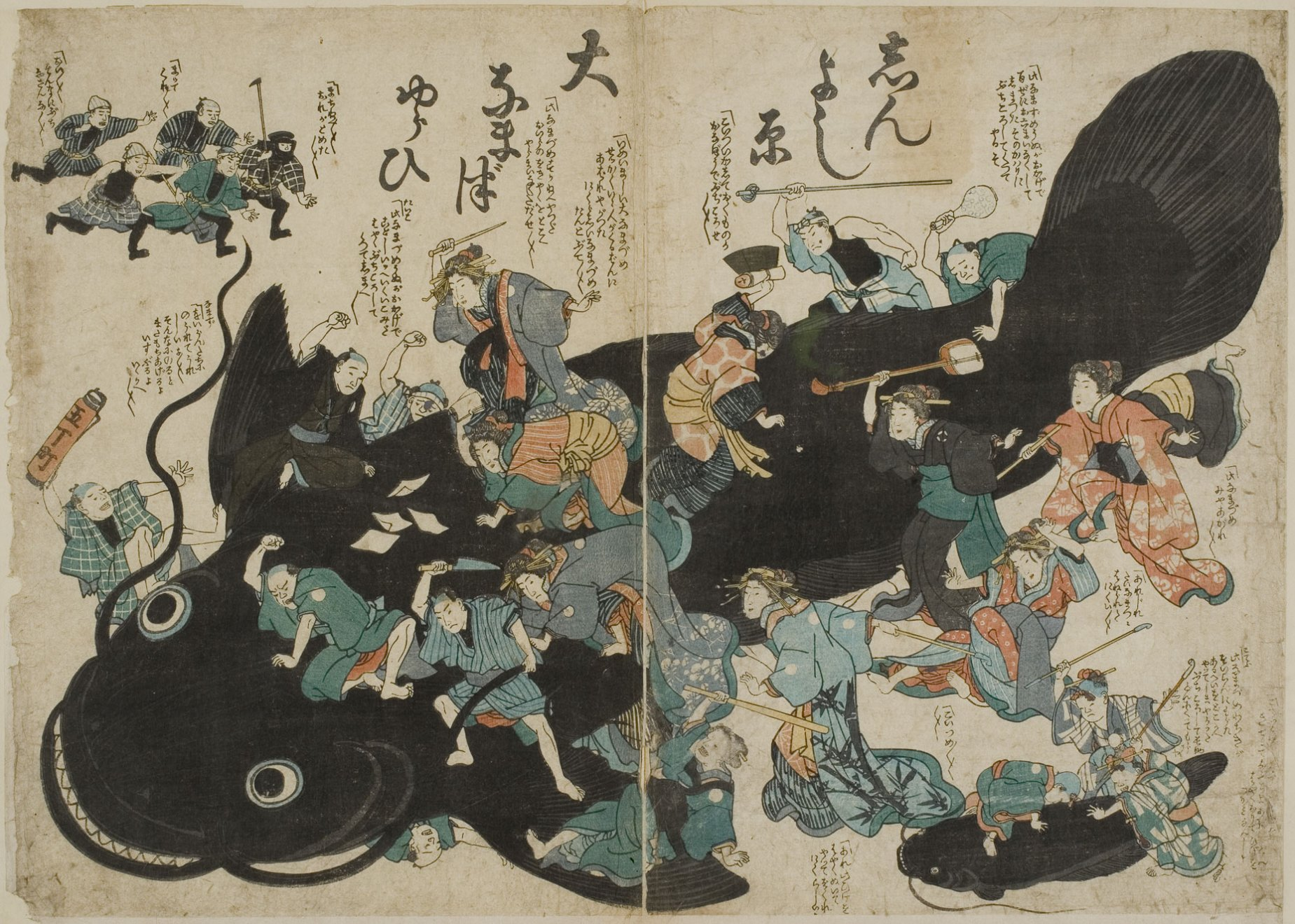
Wels auf dem Druck Shin-Yoshiwara ōnamazu yurai, der anlässlich des Ansei-Edo-Erdbebens 1855 entstand

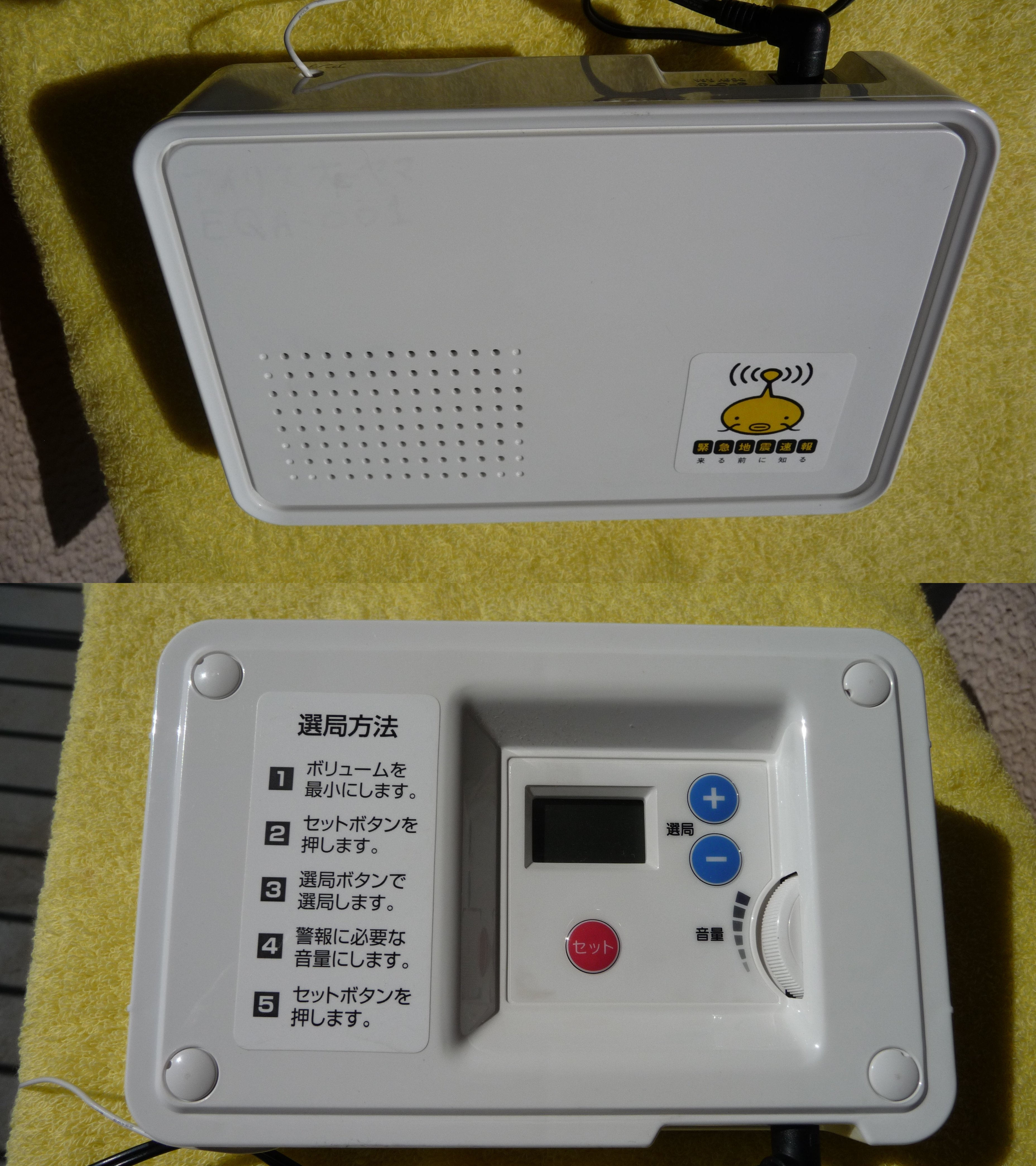
Erdbeben-Frühwarn-Radio mit einem Namazu im Logo auf der Innenseite des Deckels.

Der Ōnamazu (japanisch 大鯰 ‚Riesenwels‘) ist ein fiktiver, riesiger Wels (namazu), der in Japan angeblich die Ursache für Erdbeben war.
Der Glauben entstand zuerst in der Region um den Biwa-See, in der mit Silurus lithophilus (jap. Iwatoko namazu) und vor allem mit dem mehr als einen Meter langen Silurus biwaensis (jap. Biwako ōnamazu) zwei in Japan endemische Welsarten leben. Während der Edo-Zeit verbreitete sich die Vorstellung dann entlang des Tōkaidō in die Hauptstadt Edo und schließlich landesweit.

## Entwicklung
Der Ōnamazu geht vermutlich auf den Ao (chinesisch 鳌, Pinyin Áo) aus der chinesischen Mythologie zurück, eine riesige Meeresschildkröte, teilweise auch als Fisch beschrieben, auf deren Rücken die Erde ruht und daher auch mit Erdbeben in Verbindung gebracht wurde. Neben Schildkröten wurden aber auch Schlangen und Drachen mit Erdbeben in Verbindung gesetzt, deren Bewegung unter der Erde diese zum Beben bringt.
Eine der frühesten Erwähnungen von Welsen mit Erdbeben findet sich bei Toyotomi Hideyoshi, der anlässlich der Errichtung der Burg Fushimi 1592 befahl, dass diese jedem „Wels-bezogenen Ereignis“ standhalten sollte. Er bezog sich vermutlich auf die im Jahr 1415 überarbeitete Fassung der Chronik Chikubushima Engi, nach der die Insel Chikubu-shima im Biwa-See auf dem Rücken eines Welses ruht. Die Verbindung zwischen Welsen und Erdbeben blieb jedoch unüblich und kam erst Ende des 17. Jahrhunderts in Mode, wo sich diese in Gedicht-Wörterbüchern und auf Erdbebenkarten findet, wenngleich bei letzteren die namazu auch im Rückgriff auf die früheren Vorstellungen drachen- oder raupenförmig gestaltet waren. Die Ablösung älterer Vorstellungen von anderen Tieren als Ursache erfolgte mit dem Ansei-Edo-Erdbeben 1855, als dessen Folge Unmengen an Farbholzschnitten auf den Markt kamen, die Welse zeigten und als Namazu-e bezeichnet werden.
Der Begriff namazu wurde dadurch zu einem Synonym für Erdbeben (eigentlich jishin). Ein Satiremagazin von 1923 zeigte Yamamoto Gonnohyōe, der durch das Große Kantō-Erdbeben 1923 symbolisiert durch einen großen Wels in die Position des Premierministers katapultiert wird, so dass namazu auch die Bedeutung „politisches Erdbeben“ annahm, sowie während der Meiji- und Taishō-Zeit zudem für „arrogante Regierungsbeamte“ stand.

## Ōnamazu in der Kunst
Eine der frühesten dichterischen Erwähnungen von einem erdbebenverursachenden Wels findet sich 1676 und 1678 in zwei Haikai (Haiku) von Matsuo Bashō. Letzteres lautet:
| Japanisch                                                                                 | Lesung | englische Übersetzung |
| ----------------------------------------------------------------------------------------- | --- | --- |
| 寂滅の貝ふき立る初嵐 石こづめなる山本の雲 大地震つづいて竜やのぼるらん 長十丈の鯰なりけり | Jakumetsu no kai fukitateru hatsu arashi Ishi kozume naru yamamoto no kumo Daijishin tsuzuite ryū ya noboruran Naga jūjō no namazu narikeri | The early storm, blaring its conch-shell horn of destruction, The cloud at the base of the mountain raining down stones. The great earthquake continues, the dragon rises. It was a namazu ten jō in length. |

Man kann an diesem Gedicht einerseits den Glauben erkennen, dass Erdbeben wie Stürme seien, nur eben unterirdisch, anderseits wird eine Verbindung von der älteren buddhistisch-chinesischen Vorstellung, dass ein Drache für diese verantwortlich sei, hin zur jüngeren japanischen Vorstellung eines Welses, indem der Abschlussvers Ersteren sich in Zweiteren verwandeln lässt.
In Ōtsu am Biwa-See entstanden während der Edo-Zeit die Ōtsu-e-Farbholzschnitte. Ein Motiv dieser war das des hyōtan namazu (瓢箪鯰 ‚Flaschenkürbis-Wels‘), bei denen ein Affe oder Mensch mit seinem Flaschenkürbis einen Riesenwels bezwingt als Metapher dafür, dass man durch persönliche Anstrengung auch scheinbar unmögliche Aufgaben schaffen kann. Reisende brachten diese Darstellungen mit in die Hauptstadt Edo, wo diese nach dem Ansei-Edo-Erdbeben 1855 die dort aufkeimende Namazu-e-Farbholzschnitte. Diese zeigen eine Vielfalt an Themen, einerseits den Ōnamazu negativ darstellend mit Menschen, die auf ihn einschlagen, andererseits aber auch positiv, die ihn (oft auch in menschlicher Verkleidung) als geldbringenden „Wohltäter“ darstellen, da die großflächige Zerstörung der Hauptstadt, die einen Wiederaufbau nötig machte, eine Umverteilung des Reichtums von Reich (Adel) zu Arm (insbesondere Handwerker) mit sich brachte.

## Kashima-Schrein

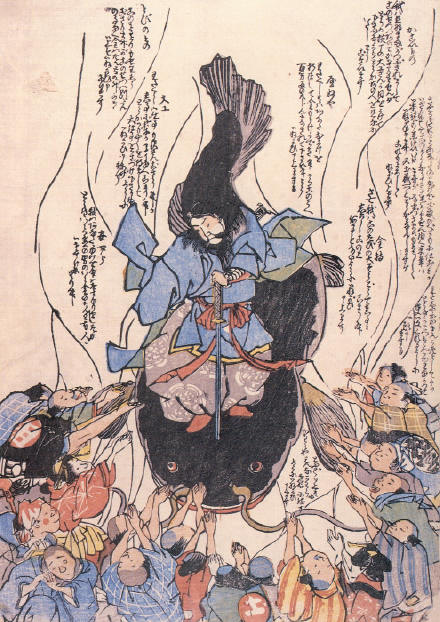
Die Gottheit von Kashima unterwirft den Riesenwels

Eine besondere Verbindung besteht zwischen dem Kashima-Schrein und dem Ōnamazu. Auf dem Gelände des Schreins befindet sich ein Kaname-ishi (要石 ‚Schlussstein‘). Dieser wurde der Überlieferung nach von der Gottheit Kashima Daimyōjin tief in das Erdreich gerammt, um den Riesenwels zu fixieren. Derartige Schlusssteine gibt es auch in anderen Schreinen, darunter auch dem Katori-Schrein als Schwesterschrein des Kashima-Schreins. Erdbeben würden dann passieren, wenn die Gottheit gerade nicht anwesend sei. Ein beliebtes Motiv der Namazu-e war die Darstellung, wie Kashima Daimyōjin den Riesenwels unterwirft.
Gründe dafür sind vermutlich, dass die beiden Schreine durch ihre Lage in dem mit Unglück assoziierten Nordosten (kimon) Edos schon lange dazu dienten, dieses vor Unglück zu schützen, und dass die Gegend um beide Schreine der Landschaft von Chikubu-shima ähnele, dessen Lage und Entfernung von der Kaiserstadt Kyōto wiederum der von Kashima-/Katori-Schrein in Bezug auf Edo ähnele.
Dass die Beziehung zwischen dem Kashima-Schrein und dem Ōnamazu erst in der späteren Edo-Zeit aufkam, belegt auch ein Haikai-Wörterbuch von 1645, das unter dem Eintrag Erdbeben (jishin) die Begriffe Kashima und Fasan (kiji) listet, da noch die Vorstellung vorherrschte, dass ein riesiger Fasan unter Kashima für Erdbeben verantwortlich sei, der durch den Kashima-Schrein unterdrückt bzw. beruhigt werden würde.

## Wissenschaftlicher Hintergrund
Hintergrund für die Verbindung zwischen Welsen und Erdbeben ist, dass die üblicherweise am Seegrund lebenden Welse sensibel auf ein bevorstehendes Erdbeben reagieren und dann hektisch an der Wasseroberfläche zu sehen sind. Derartige Sichtungen finden sich von Fischern von 1855 und in Experimenten konnte belegt werden, dass 80 % der Welse 15 Stunden vor Auftreten eines Erdbebens ein abweichendes Verhalten an den Tag legten.
Ein historischer Vergleich von 29 Erdbeben zeigte, dass unter allen Wassertieren auffälliges Verhalten von Welsen bei Erdbeben nicht nur am häufigsten dokumentiert wurde, sondern diese auch am sensibelsten reagierten.